# 福州市革命委员会
福州市革命委员会是福州市在文化大革命期间最高国家权力机关。

## 历史
1968年8月，福州市革命委员会成立。1980年2月，恢复福州市人民政府。

## 领导
主任：贺梦先 → 彭允太 → 袁改 → 蔡良承